# Калашников, Илья Иванович
Илья Ива́нович Кала́шников (1844—1891) — русский поэт, композитор, автор и переводчик оперных либретто. Сын Калашникова, Ивана Тимофеевича, младший брат Калашникова, Петра Ивановича, двоюродный племянник Масальского, Константина Петровича

## Сочинения

### Собственные сочинения
Оперы
- «Кот, козёл и баран, или Плутни Кота-Васьки», комедия в стихах, в трёх картинах (изд. 1886); также либретто оперы[2][3]
- «Музыканты», опера для детей Н. П. Брянского, в одном действии (на основе басни «Квартет» Крылова; изд. 1888)[4][5]
- «Прекрасная Палагея», оперетта буффа, в одном действии (1875; музыка заимствована из сочинений Оффенбаха, Зуппе, Лекока, Вассера и др.)[6][7][8][9]

Песни для голоса с фортепиано (автор слов и музыки)
- «Французский диалект», комические куплеты (1873)[10]
- «Всё это так умно» («Насколько мысль такая хороша…»), сатирические куплеты (1874)[11]
- «На чужой каравай», комические куплеты (1874)[12]
- «Настя» («Что, казак, ты хмуришься…»), казацкая песня (1877)[13]
- «Первый поцелуй» (1877)[14]
- «С одним, с двумя, с тремя» («Мы о вопросе женском много…»), куплеты (1878)[15]
- «Стрекач», куплеты (1878)[16]
- «Вы раздайтесь-расступитесь», песня (1882)[17]
- «Нельзя и можно» («Один мудрец городовой…»), сатирические куплеты (1891)[18]

Песни для голоса с фортепиано (автор слов)
- «К оружию», военная песня Ю. А. Капри (1877)[19]
- «Место! Место ножке!» Л. А. Дюбоста (1876)[20]
- «Невеста», песенка Ивана Реша (1877)[21]

Стихи
- «Братьям славянам» (1877)[22]
- «Горькая доля» (1881?)[23]

### Переводы
Оперные либретто
- «Базарные торговки» (Mesdames de la Halle) Ж. Оффенбаха, в одном действии[24][25]
- «Бал-маскарад» Дж. Верди, в четырёх действиях[26]
- «Бегство Фонтаски и сорока разбойников»[англ.] Иоганна Штрауса (сына), в четырёх действиях[27]
- «Галька»[англ.] С. Монюшко, в четырёх действиях[28][29]
- «Граф Рожер де Линьель, или Жиллета Нарбонская» Э. Одрана, в трёх действиях[30] (перевод впоследствии отредактирован И. Я. Сетовым)[31]
- «Ломбардцы» Дж. Верди, в четырёх действиях[32][33]
- «Мадам Бонифас» П. Лакома[англ.], в трёх действиях[34] (перевод впоследствии отредактирован И. Я. Сетовым)[35]
- «Песенка Фортунио»[англ.] Ж. Оффенбаха, в одном действии[36][37]
- «Туанетта и её возлюбленный карабинер»[38] Эрве, в одном действии[39][40]

Прочее
- Ариетта («Гордый был мой папенька…») из «Прекрасной Галатеи» Ф. фон Зуппе (1873)[41]
- «Веселый кузнец» (Der kreuzfidele Kupferschmied), юмористический марш с пением К. Петера (новое изд. 1882)[42]